# Campeonato Mundial de Meia Maratona de 2004
O 13º Campeonato Mundial de Meia Maratona foi realizado em 3 de outubro de 2004, em Nova Delhi, Índia. Um total de 152 atletas, 91 homens e 61 mulheres, de 55 países, participaram.

## Resultados

### Corrida Masculina

#### Individual
| Posição | Competidor            | Nacionalidade | Tempo        |
| ------- | --------------------- | ------------- | ------------ |
| 1       | Paul Kirui            | Quênia        | 1:02:15      |
| 2       | Fabiano Joseph Naasi  | Tanzânia      | 1:02:31      |
| 3       | Ahmad Hassan Abdullah | Catar         | 1:02:36 (NR) |
| 4       | John Cheruiyot Korir  | Quênia        | 1:02:38      |
| 5       | Solomon Tsige         | Etiópia       | 1:02:42      |
| 6       | Alene Emere Reta      | Etiópia       | 1:01:18      |
| 7       | Wilson Busienei       | Uganda        | 1:02:55 (PB) |
| 8       | Wilson Kebenei        | Quênia        | 1:03:02      |
| 9       | Berhanu Addane        | Etiópia       | 1:03:03      |
| 10      | Abebe Dinkesa Negera  | Etiópia       | 1:04:06      |
| 11      | Yonas Kifle           | Eritreia      | 1:04:19      |
| 12      | Seteng Ayele          | Israel        | 1:04:41      |
| 13      | Martin Toroitich      | Uganda        | 1:04:48 (SB) |
| 14      | Yukinobu Nakazaki     | Japão         | 1:04:48      |
| 15      | Samson Kiflemariam    | Eritreia      | 1:05:00 (PB) |
| 16      | Yoshinori Oda         | Japão         | 1:05:03      |

#### Equipas
| Posição | País     | Competidores                                                          |
| ------- | -------- | --------------------------------------------------------------------- |
| 1       | Quênia   | Paul Kirui (1º) John Cheruiyot Korir (4º) Wilson Kebenei (8º)         |
| 2       | Etiópia  | Solomon Tsige (5º) Alene Emere Reta (6º) Berhanu Addane (9º)          |
| 3       | Uganda   | Wilson Busienei (7º) Martin Toroitich (13º) Joseph Nsubuga (27º)      |
| 5       | Eritreia | Yonas Kifle (11º) Samson Kiflemariam (15º) Tesfayohannes Mesfin (21º) |
| 4       | Japão    | Yukinobu Nakazaki (14º) Yoshinori Oda (16º) Terumasa Okamura (17º)    |

### Corrida Feminina

#### Individual
| Posição | Competidora         | Nacionalidade | Tempo        |
| ------- | ------------------- | ------------- | ------------ |
| 1       | Sun Yingjie         | China         | 1:08:40 (NR) |
| 2       | Lydia Cheromei      | Quênia        | 1:09:00 (PB) |
| 3       | Constantina Tomescu | Roménia       | 1:09:07      |
| 4       | Sonia O'Sullivan    | Irlanda       | 1:10:33      |
| 5       | Yuki Saito          | Japão         | 1:11:05      |
| 6       | Eyerusalem Kuma     | Etiópia       | 1:11:07      |
| 7       | Irina Timofeyeva    | Rússia        | 1:11:17      |
| 8       | Bezunesh Bekele     | Etiópia       | 1:11:23      |
| 9       | Alina Ivanova       | Rússia        | 1:12:17      |
| 10      | Mihaela Botezan     | Roménia       | 1:12:36      |
| 11      | Gloria Marconi      | Itália        | 1:12:42      |
| 12      | Zhou Chunxiu        | China         | 1:12:52      |
| 13      | Kei Terada          | Japão         | 1:13:07      |
| 14      | Rita Jeptoo         | Quênia        | 1:13:08      |
| 15      | Teyba Erkesso       | Etiópia       | 1:13:30      |

#### Equipas
| Posição | País    | Competidoras                                                         |
| ------- | ------- | -------------------------------------------------------------------- |
| 1       | Etiópia | Eyerusalem Kuma (6ª) Bezunesh Bekele (8ª) Teyba Erkesso (15ª)        |
| 2       | Roménia | Constantina Tomescu (3ª) Mihaela Botezan (10ª) Luminiţa Talpos (18ª) |
| 3       | Rússia  | Irina Timofeyeva (7ª) Alina Ivanova (9ª) Yelena Burykina (21ª)       |
| 4       | Japão   | Yuki Saito (5ª) Kei Terada (13ª) Keiko Isogai (20ª)                  |
| 5       | Itália  | Gloria Marconi (11ª) Patrizia Tisi (23ª) Ivana Iozzia (30ª)          |